# سوبرلوف
سوبرلوف (Superlove) هي أغنية  أنتجت سنة 2011، من قبل المغني ليني كرافيتز، قام دي جي وريمكسر السويدي أفيتشي بإعادة مزج الأغنية، أطلقت النسخة الجديدة في 29 مارس 2012.

## الترتيب
Illegal chart entered Polishdance|18
| التصنيف (2012)                    | المركز |
| --------------------------------- | ------ |
| Belgium (أولتراتوب Flanders)      | 7      |
| Belgium (أولتراتوب Wallonia)      | 29     |
| Hungary (Dance Top 40)            | 16     |
| Hungary (Single Top 10)           | 6      |
| Netherlands (Mega Single Top 100) | 25     |